# Ysenburg-Büdingen-Büdingen
Die Grafschaft Ysenburg-Büdingen-Büdingen lag in der südöstlichen Wetterau im Südosten des heutigen Landes Hessen (größtenteils im Gebiet des Wetteraukreises, der kleinere Teil im Main-Kinzig-Kreis) und war von 1687 bis zu ihrer Mediatisierung 1806 ein Territorium im alten Deutschen Reich; sie gehörte zum Oberrheinischen Kreis und war eine (Teil-)Grafschaft von Ysenburg-Büdingen (im 19. und 20. Jahrhundert Schreibweise zu Ysenburg und Büdingen in Büdingen). Das reichsunmittelbare Grafengeschlecht, das dieses Territorium beherrschte, bestand von 1687 bis 1941 und gehörte dem Gesamthaus Ysenburg-Büdingen an, dessen drei Speziallinien die gleichnamigen Grafschaften (neben Büdingen noch Meerholz und Wächtersbach – und vor 1725 noch Marienborn) innehatten.
Nach 1806 – mediatisiert – gehörten alle drei (Teil-)Grafschaften zum Rheinbund-Fürstentum Isenburg (bis 1815), dann ein Jahr zu Österreich. Nach der Teilung der isenburgischen Lande (Mitte 1816) kam die Grafschaft zum Großherzogtum Hessen (Hessen-Darmstadt); die Ysenburg-Büdinger Grafen waren Standesherren im Großherzogtum Hessen (ab 1840 mit dem Prädikat Fürsten). 1941 erlosch die Linie, der letzte Büdinger Fürst hatte seinen Verwandten aus der Wächtersbacher Linie adoptiert, so dass die Speziallinien verschwunden waren und es seitdem nur noch Ysenburg-Büdingen (zu Ysenburg und Büdingen) gibt.

## Lage und Grenzen
Der Büdinger Teil liegt etwa in der Mitte der Grafschaft größtenteils nördlich der Gründau.

## Geografie

### Umfang
Die Größe der Grafschaft betrug etwa 200 km² mit ungefähr 6500 Einwohnern und Einnahmen von ca. 35.000 fl. Nach dem Erlöschen der Marienborner Linie 1725 gab es unter den drei verbliebenen Linien einen Gebietstausch, um sicherzustellen, dass alle jeweils ein etwa gleich großes Territorium hatten. Büdingen-Büdingen erhielt das Amt Marienborn und gab dafür Michelau, Wolferborn und die Burg Ronneburg an Büdingen-Wächtersbach ab. Die Wächtersbacher mussten dafür die beiden Dörfer Gettenbach und Haitz an Ysenburg-Büdingen-Meerholz abtreten.
Zu Büdingen gehörte auch der nordwestliche Teil des Büdinger Waldes, der außerhalb der Gemarkungen der Dörfer lag. Die dortigen Höfe gehörten ebenfalls nicht zu den Dörfern, sondern bildeten bis in die 1920er Jahre Gutsbezirke (gemeindefreie Gebiete).

### Einteilung
Die Grafschaft war in Ämter eingeteilt, einige davon wiederum in Gerichte. Die zeitgenössischen Bezeichnungen dafür variieren. Die Gerichte und Ämter wiederum fassten jeweils einige Siedlungen zusammen. Die Aufteilung sah wie folgt aus:
- Amt Büdingen
  - Gericht Büdingen
  - Gericht Düdelsheim
- Amt Wenings
  - Gericht Wenings
  - Gericht Wolferborn (nach 1725 an Büdingen-Wächtersbach)
- Amt Marienborn
  - Gericht Eckartshausen
- Amt Mockstadt
- Ronneburg (nach 1725 an Büdingen-Wächtersbach)
- Michelau (nach 1725 an Büdingen-Wächtersbach)

## Geschichte der Ysenburger
Ein Ysenburger, ursprünglich am Mittelrhein und im Westerwald beheimatet (Nieder-Isenburg, 1664 ausgestorben), kam über eine Heirat mit der Erbtochter von Büdingen in die südöstliche Wetterau (Ober-Isenburg). Diese neue Grafschaft Ysenburg-Büdingen teilte sich vom Ende des 15. Jahrhunderts bis in die Mitte des 17. Jahrhunderts mehrmals.

### Die Landesteilung von 1687, die Entstehung des Büdinger Landes und der Speziallinien
Durch die Dritte Hauptteilung (1684) entstanden die beiden Häuser Ysenburg-Büdingen-Birstein (ab 1744 Fürstentum Isenburg und Büdingen) und Ysenburg-Büdingen. Die letztere teilte sich am 23. Juli 1687 in einem erneuten Rezess (= Vergleich) noch einmal in vier Speziallinien. Sie alle nannten sich Ysenburg und Büdingen und fügten jeweils den Sitz ihrer Linie hinzu (einheitliche Schreibweise jedoch erst ab dem 19. Jahrhundert): Ysenburg-Büdingen in Büdingen, Ysenburg-Büdingen in Marienborn (ausgestorben 1725), Ysenburg-Büdingen in Meerholz (ausgestorben 1929) und Ysenburg-Büdingen in Wächtersbach (die 1941 ihren Sitz in Büdingen nahm; es war die einzige Linie, die übrig geblieben war). Die Teil-Grafschaften waren nicht nur durch die Blutsverwandtschaft, sondern insbesondere auch durch Hausverträge (Erbfolgeregelungen) verbunden (Agnaten).

Reichskreise ab ca. 1500, der Oberrheinische Reichskreis (grün)

Da das Erbprinzip der Primogenitur in Ysenburg noch nicht eingeführt war, wurde das Territorium unter den vier Söhnen von Maria Charlotte (1631–1693), Witwe des Johann Ernst von Ysenburg-Büdingen, Vormünderin ihrer Söhne, geteilt. Der älteste Sohn, Graf Johann Casimir von Isenburg-Büdingen (1660–1693) erhielt Schloss, Stadt und Gericht Büdingen und die umliegenden Dörfer, Ferdinand Maximilian, der zweitälteste Sohn erhielt Schloss und Stadt Wächtersbach, Karl August erhielt Marienborn, im heutigen Büdinger Stadtteil Eckartshausen mit den umliegenden Dörfern und Georg Albrecht erhielt Meerholz und die umliegenden Dörfer. Da die Linie Ysenburg-Büdingen-Marienborn bald ausstarb, gab es in der Folgezeit neben der (älteren) Hauptlinie Isenburg-Birstein die (neuen) Speziallinien Ysenburg und Büdingen in Büdingen, Ysenburg und Büdingen in Meerholz und Ysenburg und Büdingen in Wächtersbach.

### Verlust der Selbständigkeit im neuen Staat des Rheinbundes

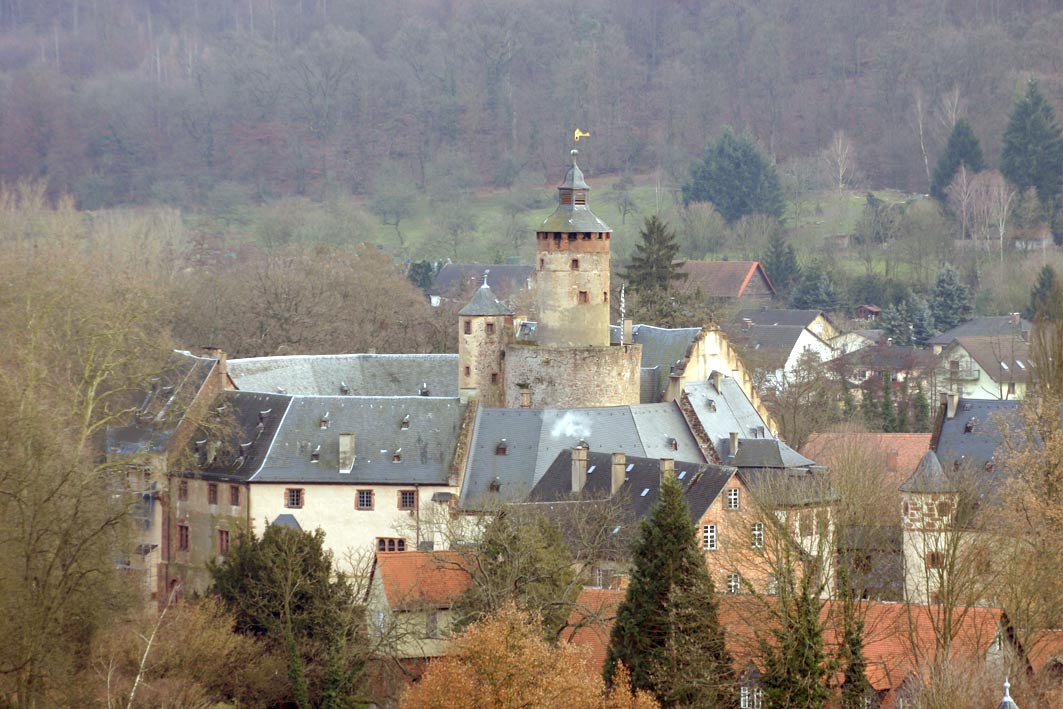
Schloss Büdingen der Grafen von Ysenburg-Büdingen-Büdingen

Durch die Rheinbundakte 1806 wurde Carl Fürst zu Isenburg-Birstein (* 1766; † 1820, er regierte von 1803 bis 1813 meist mit Residenz in Offenbach am Main) souverainer Fürst über alle isenburgische Lande (die Grafen von Isenburg-Birstein waren 1744 vom deutschen König und Kaiser zu Fürsten erhoben worden; aber erst 1803 (Reichsdeputationshauptschluss) erhielt Fürst Carl eine Virilstimme im Reichsfürstenrat.) Die Speziallinien wurden im neuen Fürstentum Isenburg mediatisiert, die Gebiete der Grafschaften verloren ihre bisherige Quasi-Selbständigkeit und hießen nun Distrikte. Unter Fürst Carl wurde aus dem ehemaligen Reichsterritorium ein moderner Staat weitgehend nach napoleonischem Vorbild geformt.

### Standesherrn unter Kurfürst und Großherzog ab 1816
Durch Beschluss des Wiener Kongresses 1815 kam der Staat Fürstentum Isenburg an das Kaisertum Österreich und im Jahr 1816 nach einem Teilungsvertrag (Territorial-Ausgleich) mit seinem südlich des Mains gelegenen Gebiet an das Großherzogtum Hessen, das Gebiet nördlich des Mains (und das der Speziallinien Ysenburg und Büdingen) wurde zwischen dem Großherzogtum und dem Kurfürstentum Hessen geteilt. Im nachfolgenden zum Deutschen Bund gehörenden Großherzogtum Hessen und Kurfürstentum Hessen waren sowohl die Linien des Hauses in Birstein als auch die beiden Speziallinien Meerholz und Wächtersbach in beiden Staaten Standesherren, da ihr Gebiet im Staatsgebiet beider Staaten lag. Für Büdingen traf dies nicht zu, das Territorium lag vollständig im Staatsgebiet des Großherzogtums Hessen.
Die Grafen der Speziallinien schrieben ihr "Isenburg" fast durchgängig und vor allem nach 1800 mit "Y" (unter Anknüpfung an die im Mittelalter übliche Schreibweise).

### Trivia
Aufstieg und Niedergang der Ysenburger Speziallinien ist in der Parabel von den Vier Fichten populär geschildert.

## Ysenburg-Büdingen-Büdinger Grafen

### Zeitliche Reihenfolge der regierenden Grafen
(Quelle:)
- Maria Charlotte, Witwe des Johann Ernst I. (1625–1673), 12 Kinder, Vormünderin ihrer vier Söhne (auch über Johann Casimir) von 1673 bis 1691
* 24. März 1631 in Erbach; † 8. Juni 1693 in Meerholz (Grab Schlosskirche Meerholz)

- Johann Casimir, regierte 1687–1693, (Sohn von Johann Ernst I. von Isenburg-Büdingen) 
* 10. Juli 1660 in Wächtersbach; † 23. September 1693 Culemborg am Lek (Pfälzischer Erbfolgekrieg, Feldzug in den Niederlanden, Grab in der Marienkirche in Büdingen)
⚭ 12. April 1685; acht Kinder mit
Sophie Elisabeth, Tochter des Grafen zu Isenburg-Birstein,
* 24. Februar 1664 in Offenbach; † 3. September 1693 im Gutshof Thiergarten bei Büdingen (Grab Marienkirche in Büdingen)

- Johann Ernst II., regierte 1693–1708, (Enkel von Wolfgang Ernst I. zu Isenburg und Büdingen, Sohn von Wilhelm Emich Christoph zu Isenburg (1708–1741))
* 3. April 1685 in Büdingen; † 31. Mai 1708 in Baden (an den Pocken, Grab in Büdingen);
unverheiratet, keine Nachkommen.

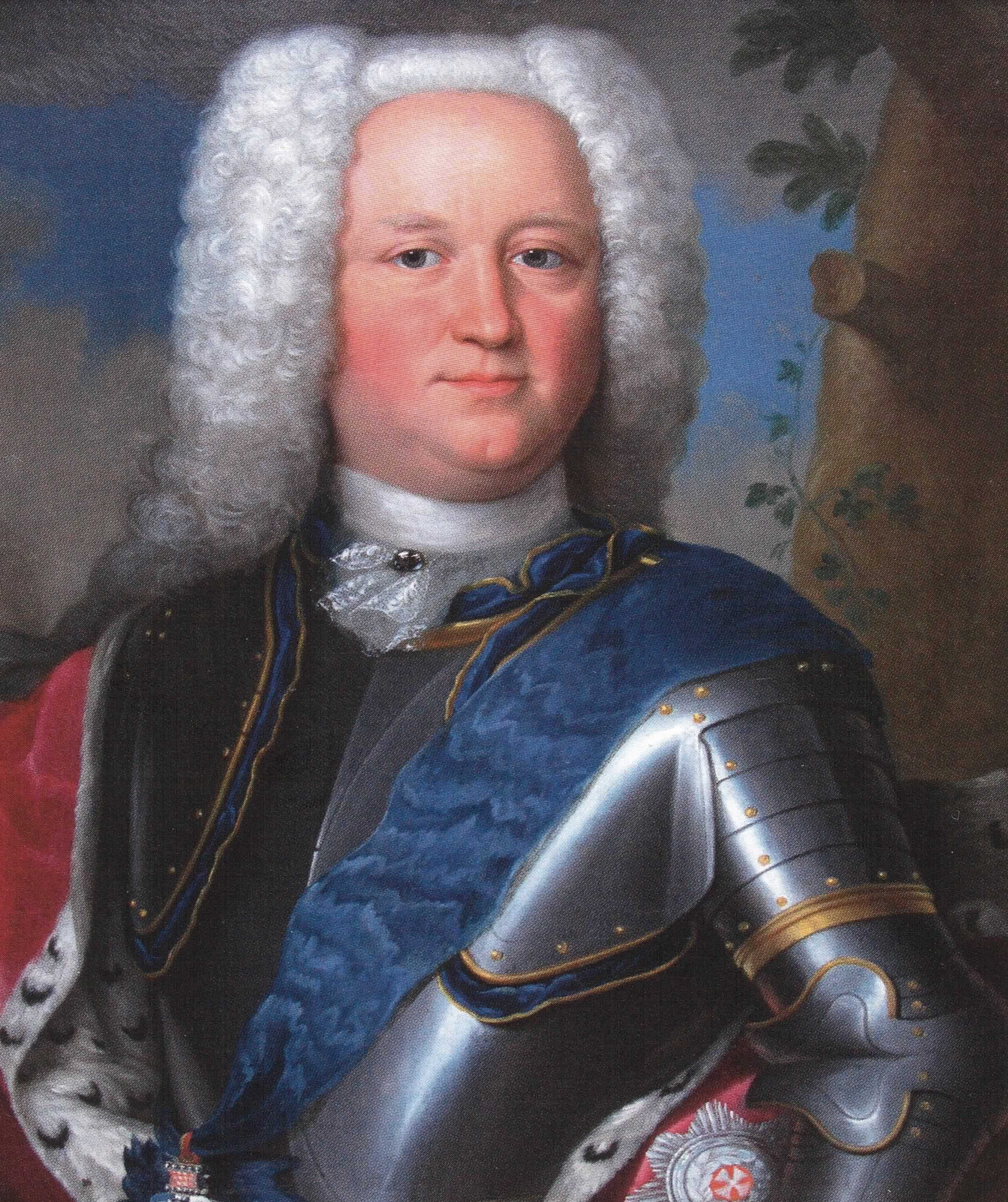
Ernst Casimir Graf zu Ysenburg und Büdingen in Büdingen

- Ernst Casimir I., regierte 1708–1749, (Sohn von Johann Casimir zu Isenburg-Büdingen)
* 12. Mai 1687 in Büdingen; † 15. Oktober 1749 auf dem Christinenhof bei Büdingen (Grab Marienkirche in Büdingen),
Toleranzedikt für die Herrnhuter
⚭ 8. August 1708 in Gedern; sieben Kinder mit
Christina Eleonora, Tochter des Grafen von Stolberg-Gedern
* 12. September 1692 in Gedern; † 30. Januar 1745 (Grab in der Marienkirche in Büdingen)

- Gustav Friedrich, regierte 1749–1768, (Sohn von Ernst Casimir I. zu Ysenburg und Büdingen)
* 7. August 1715 in Gedern; † 13. Februar 1768 in Gedern (Grab Marienkirche in Büdingen),
Königl. (dänischer) Generalmajor der Infanterie
⚭ 1) 21. November 1749 auf Schloss Brahetrolleborg; sechs Kinder mit
Dorothea Benedicte Fridericke, Tochter des Grafen von Reventlow,
* 13. Oktober 1734 in Schloss Brahetrolleborg, Fåborg, Dänemark; † 20. Dezember 1766 in Büdingen. Sie starb im Alter von 32 Jahren, innerhalb von 12 Tagen, nachdem sie an den Blattern erkrankt war.[9]
⚭ 2) 5. Dezember 1767 auf dem Schloss Ilsenburg bei Wernigerode;
Auguste Friederike, Tochter des Grafen Stolberg,
* 4. September 1743 in Wernigerode; † 9. Januar 1783 in Erlangen.

- Ludwig Casimir, regierte 1768–1775, (Sohn von Ernst Casimir I. zu Ysenburg und Büdingen)
* 25. August 1710 in Büdingen; † 15. Dezember 1775 in Büdingen (Grab Marienkirche in Büdingen),
Königlich (dänischer) Generalmajor und Kammerherr, überließ 1749 seinem jüngeren Bruder Gustav Friedrich die Regierung in Büdingen,
⚭ 24. September 1768 Christinenhof bei Büdingen; keine Kinder
Auguste Friederike, Tochter des Grafen zu Stolberg-Wernigerode;
* 4. September 1743 in Wernigerode; † 9. Januar 1783 in Erlangen.

- Ernst Casimir II., regierte 1775–1801, (Enkel von Ernst Casimir I. zu Ysenburg und Büdingen, Sohn von Ernst Dietrich zu Isenburg)
1775 unter Vormundschaft, ab 4. Juni 1779 selbständig,
* 25. Februar 1757 in Büdingen; † 25. Februar 1801 in Büdingen (Grab Familienfriedhof in Büdingen),
⚭ 25. Juli 1779 Burgsteinfurt; acht Kinder
Eleonore Augusta Amalia Sophie, Tochter des Grafen Karl Paul Ernst von Bentheim-Steinfurt;
* 26. April 1754 in Burgsteinfurt; † 18. Februar 1827 Familienfriedhof in Büdingen.

### Standesherren während der Zeit des Deutschen Bundes (1815–1866) und des Kaiserreichs (1871–1918)
- Ernst Casimir III., regierte als Graf von 1801–1806 (unter Vormundschaft der Mutter bis 1802),
1806–1848 Standesherr (ab 9. April 1840 Fürst Ernst Casimir I.), Brigadegeneral im Großherzogtum Baden, Mitglied der Ersten Kammer der Landstände des Großherzogtums Hessen 1820–48, Erster Präsident der Ersten Kammer der Landstände des Großherzogtums Hessen (Hessen-Darmstadt) 1826/27, Rücktritt 1848 zugunsten seines Sohnes Ernst Casimir II.,
* 20. Januar 1781 in Büdingen; † 1. Dezember 1852 in Büdingen (Grab Familienfriedhof in Büdingen),
⚭ 10. Mai 1804 Zwingenberg; sechs Kinder mit
Ferdinande, Tochter des Grafen zu Erbach-Schönberg,
* 23. Juli 1784 in Zwingenberg; † 24. September 1848 in Büdingen.

- Ernst Casimir II., Standesherr 1848–1861, Mitglied der Ersten Kammer der Landstände des Großherzogtums Hessen 1841–49 und 1856–61;
* 14. Dezember 1806 in Büdingen; † 16. Februar 1861 in Büdingen,
⚭ 8. September 1836 in Beerfelden; fünf Kinder mit
Thekla Adelheid Julie Luise, Tochter des Grafen zu Erbach-Fürstenau,
* 9. März 1815 Fürstenau; † 13. März 1874 Büdingen (Grab Familienfriedhof in Büdingen)

- Bruno Kasimir Albert Emil Ferdinand, Standesherr 1861 bis 1906,
* 14. Juni 1837 in Büdingen; † 26. Januar 1906 in Büdingen, Zweiter Präsident der Ersten Kammer der Landstände des Großherzogtums Hessen 1878–89; Erster Präsident der Ersten Kammer 1889–1900,
⚭ 1) 31. Juli 1862 in Lich; zwei Kinder mit
Mathilde, Tochter des Ferdinand Fürst zu Solms-Hohensolms-Lich,
* 12. Dezember 1842 in Lich; † 11. September 1867 Marienkirche in Büdingen;
⚭ 2) 30. September 1869 in Rüdenhausen; acht Kinder mit
Bertha Amalasunde Jenny Auguste Amalie Fanny Luise, Tochter des Adolf Graf zu Castell-Rüdenhausen,
* 4. Juli 1845 in Rüdenhausen; † 5. Juli 1927 auf Schloss Büdingen.

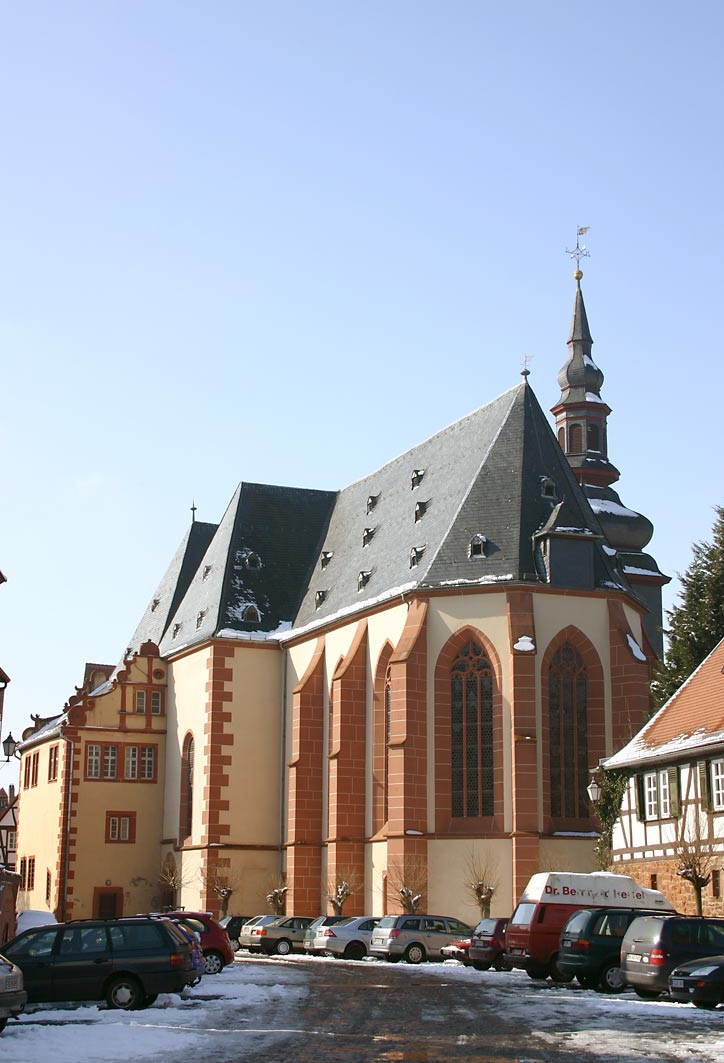
Marienkirche Büdingen

- Wolfgang, Standesherr 1906–1918, Mitglied der Ersten Kammer der Landstände des Großherzogtums Hessen 1902–18; Chef des Hauses 1918–1920,
* 30. März 1877 Büdingen; † 29. Juli 1920 in Gößweinstein;
⚭ 20. September 1901 in Sommerhausen, keine Kinder mit
Adelheid, Tochter des Grafen von Rechteren-Limpurg-Speckfeld,
* 31. März 1881 auf Schloss Einersheim in Markt Einersheim; † 27. Dezember 1970 in Würzburg.

### Chefs des Hauses
wie vor: * Wolfgang, Standesherr 1906–1918, Chef des Hauses 1918–1920;
- Gustav Alfred, Verzicht am 30. Juli 1920,
* 31. Dezember 1841 in Büdingen; † 3. Mai 1922 in Büdingen (Grab Familienfriedhof in Büdingen),
⚭ 17. Juli 1867 in Rüdenhausen; drei Kinder mit
Luitgard Sophie Karolina Mathilde Auguste Johanna Natalie Julie Elise Klothilde Sylvanie, Tochter des Grafen zu Castell-Rüdenhausen;
* 23. August 1843 auf Schloss Rüdenhausen in Rüdenhausen; † 4. Juni 1927 in Büdingen (Grab Familienfriedhof in Büdingen).

- Carl Gustav, Chef des Hauses 1920–1941,
* 11. September 1875 Frankfurt am Main; † 15. Mai 1941 Büdingen;
1936 adoptierte er Otto Friedrich zu Ysenburg und Büdingen in Wächtersbach, der ihm nachfolgte,
⚭ 16. September 1920 auf Burg Schwalenberg; keine Kinder mit
Marie Elisabeth Bertha Jenny, Tochter des Friedrich Karl Oskar Heinrich Graf zur Lippe-Biesterfeld;
* 21. Juni 1890 Obercassel; † 27. November 1973 Büdingen.

### Chefs des Hauseszu Ysenburg und Büdingen
- Otto Friedrich Viktor Ferdinand Maximilian Gustav Richard Bogislav (aus der Wächtersbacher Speziallinie),
* 16. September 1904 in Halberstadt; † 25. September 1990 in Büdingen;
am 17. September 1936 adoptiert von Carl Gustav (Büdinger Speziallinie),
⚭ 3. September 1935 in Stonsdorf; fünf Kinder mit
Felizitas Anna Eleonore Cecilie, Tochter von Heinrich XXXIV Prinz Reuss zu Köstritz und Sophie Renate Prinzessin Reuss zu Köstritz
* 5. Juli 1914 in Oels; † 25. Juni 1989 in Gießen.

- Wolfgang-Ernst Ferdinand Heinrich Franz Karl Georg Wilhelm;
* 20. Juni 1936 in Frankfurt am Main;
⚭ (zivil) 27. Januar 1967 in Haubenmühle, (religiös) 27. Januar 1967 in Rodheim; drei Kinder mit
Leonille Elisabeth Victoria Barbara Margarete, Tochter von Casimir-Johannes Ludwig Otto Prinz zu Sayn-Wittgenstein-Berleburg,
* 6. Juli 1941 in Hamburg.

### Titel
Die "regierenden" Grafen führten bis 1806 diese Bezeichnung und während der Zeit des Deutschen Bundes (1815–1866) nach einem Bundestagsbeschluss und der entsprechenden landesrechtlichen Durchführung den Titel Erlaucht. In den Erlassen war für die Regierungsbehörden des Großherzogtums Hessen vorgeschrieben, sich gegenüber den gräflichen Standesherrn der Anrede ... Erlauchtig Hochgebohrner Herr Graf und im Context der Ausdrücke ... "Euer Erlaucht" zu bedienen.

### Wappen
Alle Ysenburger und Isenburger Häuser führten das Ober-Isenburger Wappen (zwei schwarze Querbalken auf silbernem Grund). Meerholz führte – anscheinend nur kurze Zeit – das Ysenburger Wappen mit Mittelschild für Limpurg-Gaildorf; das souveräne Rheinbund-Fürstentum Isenburg (1806–1815) führte das Ysenburger Wappen mit einem Mittelschild mit goldenem Löwen auf blauem Grund.